# Conrad d'Urach
Conrad d'Urach, també escrit Konrad o anomenat Kuno von Zähringen (c. 1185 - Bari, 29 de setembre de 1227), va ser un monjo i abat cistercenc, i el cardenal bisbe de Porto i Santa Rufina; va declinar el papat.
Els registres cistercencs es refereixen a ell com a Beat (festa litúrgica el 30 de setembre), però hi ha poca o cap evidència d'un culte.

## Biografia

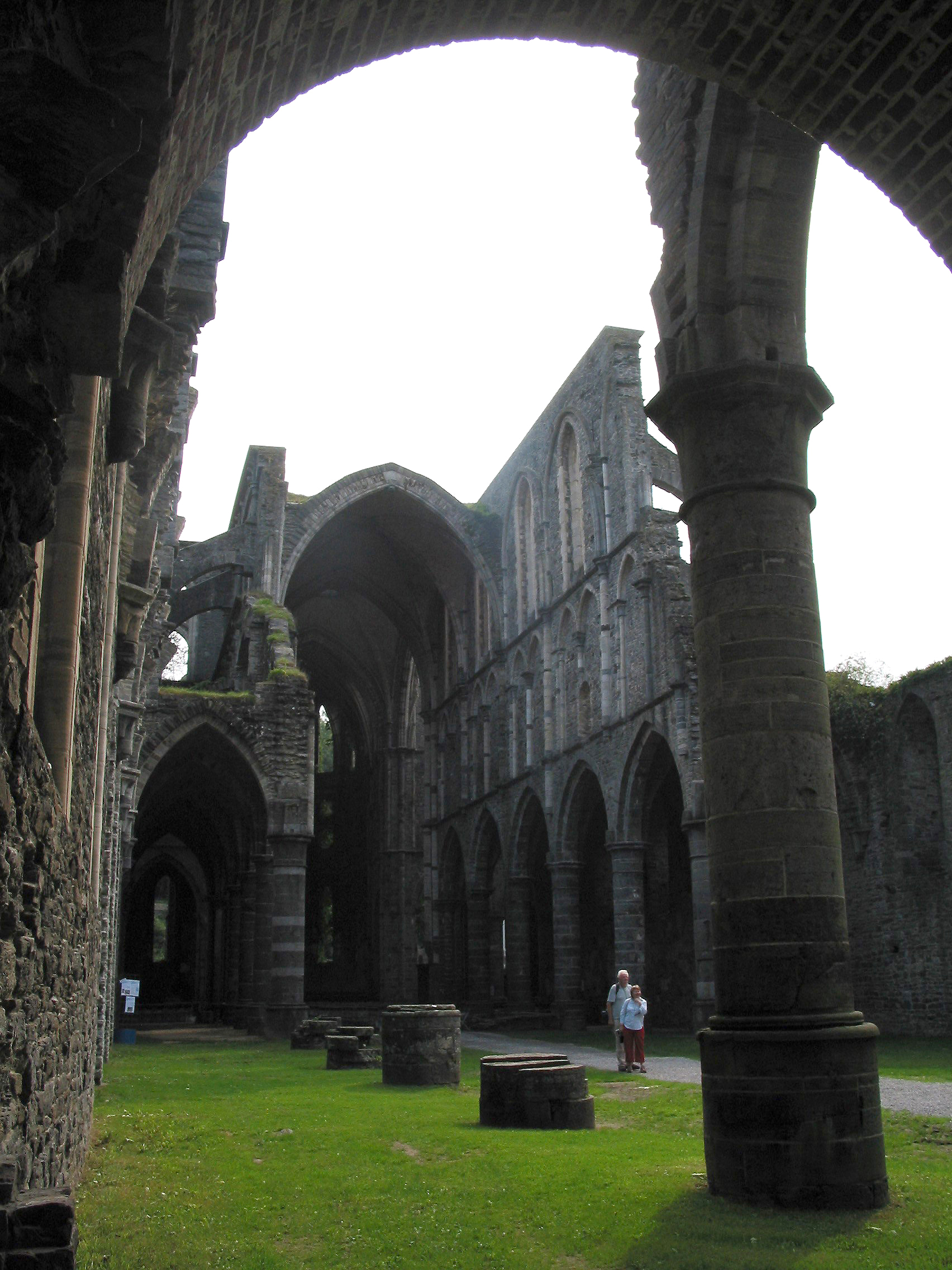
Abadia de Villers, al Ducat de Brabant.

Conrad era el segon fill del comte Egino IV d'Urach i la seva dona Agnès, germana de Bertold V de Zähringen, en les primeres generacions de la línia dels ducs de Württemberg. La seva primera educació va ser confiada al seu besoncle Rudolf de Zähringen, bisbe de Lieja. De ben jove esdevingué canonge de la catedral de Sant Lambert de Lieja. Els seus pares es van casar l'any 1181, i per això es creu que la seva data de naixement hauria de ser posterior.
El 1199 va ingressar al monestir cistercenc de Villers a Brabant, l'abat del qual era un altre oncle seu. Aviat esdevingué prior, i el 1209 abat. El 1214 va ser escollit abat de Claravall i, el 1217, abat de Cîteaux i general de la seva ordre, en successió d'Arnau Amalric, primer legat papal de la Croada Albigesa.

## Missions com a prelat
El 1219, mentre es trobava a Roma per temes relacionats amb el seu orde, el papa Honori III el va nomenar el 8 de gener cardenal. Més tard li va encarregar com a legat papal dues missions importants: una al Regne de França (1220–23), per suprimir l'heretgia albigesa, i l'altra a Alemanya (1224–26), per promoure la croada que l'emperador Frederic II havia promès emprendre (l'eventual Sisena Croada).
L'èxit de Conrad en ambdues missions va ser modest, però va tenir més èxit en la millora de la disciplina eclesiàstica i monàstica mitjançant l'ordenació de sínodes i la fundació de monestirs, així com en l'avenç dels dominics, ja que la seva casa fundacional a Tolosa reslutava ideal per a la seva funció de legat papal a la Croada Albigesa. Durant aquest període també va emetre estatuts per a la facultat de medicina de la Universitat de Montpeller (1220).

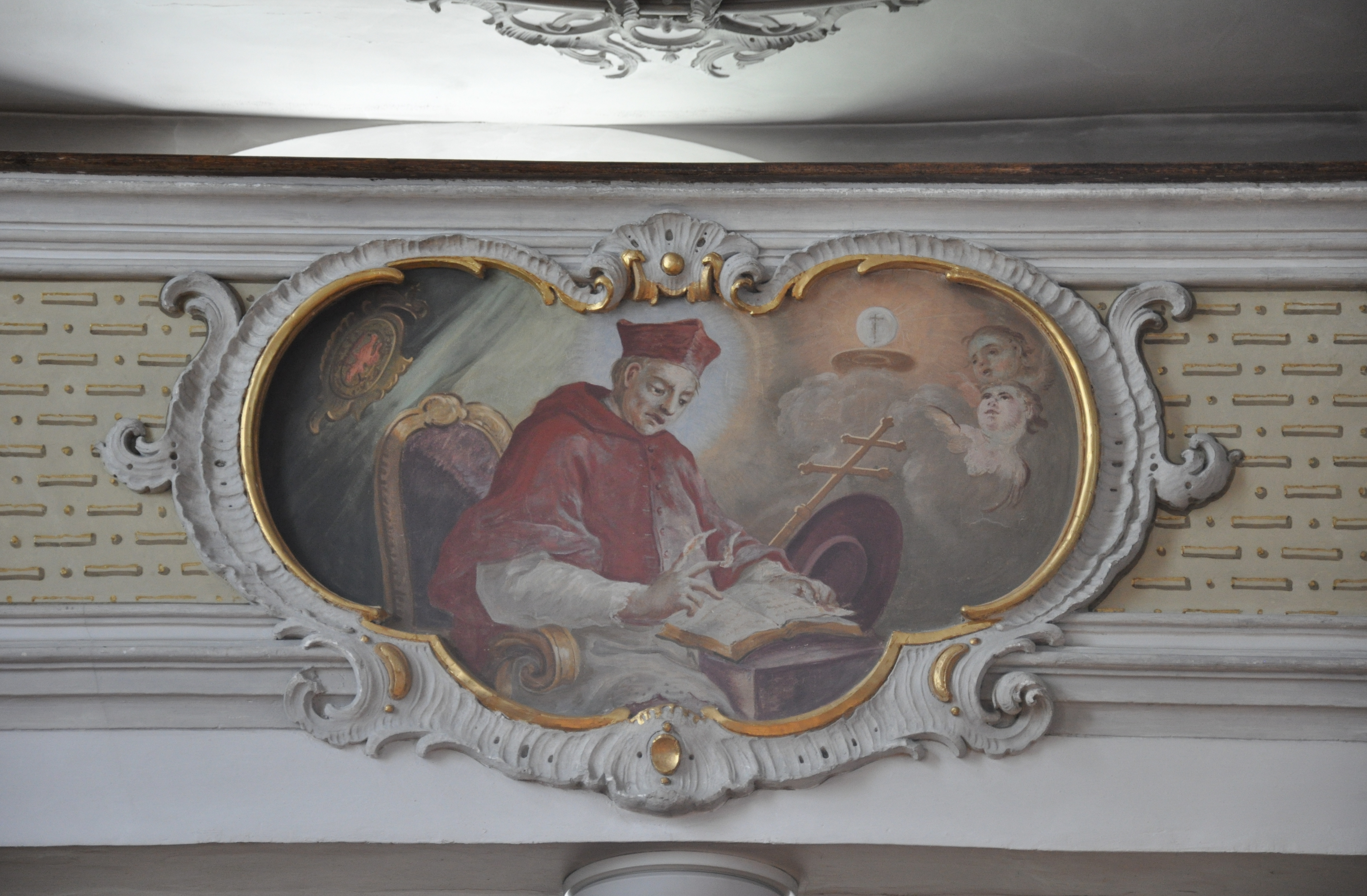
El cardenal Conrad d'Urach representat amb els dits brillants; així era com podia llegir de nit segons els monjos de Claravall.

Mentre era a Alemanya, Conrad va ser responsable de la declaració com a màrtir d'Engelbert II de Berg, arquebisbe de Colònia, assassinat el 7 de novembre de 1225. La seva pressió sobre l'emperador del Sacre Imperi Germànic tenia com a objectiu contenir la creixent muslimització de Frederic II així com defensar els interessos. de la noblesa del sud d'Alemanya, de la qual el propi Conrad n'era membre.

## Elecció del papa
Va tornar a Roma el 1226 i va emprendre negociacions amb les ciutats de la Lliga Llombarda. Després de la mort d'Honori III, el 18 de març de 1227, va ser nomenat membre d'un triumvirat de cardenals escollits per seleccionar el nou papa l'endemà, i com a qüestió de cortesia se li va oferir el papat, que va rebutjar perquè li amoïnava ser acusat d'autoengrandiment.
Se suposava que Conrad d'Urach havia d'acompanyar l'emperador Frederic II a la croada planificada com a legat papal, però va morir durant el viatge el 30 de setembre de 1227, possiblement al punt de trobada dels croats a Bari. Va ser enterrat, segons els seus propis desitjos, a l'abadia de Claravall.